# Philip Skippon
Philip Skippon (vers 1600- 20 février 1660) était un soldat de la New Model Army durant la Première Révolution anglaise. C'était un soldat expérimenté qui commence sa carrière à un jeune âge, en 1622, pour le Palatinat. Il a participé à plusieurs sièges aux Pays-Bas, notamment à Breda, Bois-le-Duc et Maastricht.